# John McMaster
John McMaster (Greenock, 23 febbraio 1955) è un ex calciatore scozzese, di ruolo difensore.
Con l'Aberdeen, McMaster ha collezionato 316 presenze (di cui 47 come sostituto) e 20 gol, conquistando diverse medaglie tra il 1974 e il 1986, tra cui la Coppa delle Coppe nel 1983, due titoli di Scottish League e tre Scottish Cup.
Il 3 settembre 1980, durante una partita di Coppa di Lega scozzese contro i Rangers, McMaster ha dovuto ricevere il bacio della vita dopo che Willie Johnston gli aveva dato un pugno sul collo all'Ibrox Stadium; un mese dopo si è infortunato gravemente contro il Liverpool in Coppa Europa, cosa che lo ha tenuto fuori dai giochi per un anno.
Nel 1987 ha firmato per il Morton, il club della sua città natale, prima di ritirarsi per diventare assistente del manager del club, durante il quale ha sviluppato diversi giocatori, tra cui il futuro manager dell'Aberdeen Derek McInnes. Da allora ha lavorato come scout per lo Swansea City nella Scozia occidentale.
Nel novembre 2017 è stato uno dei quattro membri della Hall of Fame dell'Aberdeen.

## Carriera
Vanta 28 presenze nelle competizioni UEFA per club: 3 in Coppa dei Campioni, 8 in Coppa UEFA, 16 in Coppa delle Coppe UEFA e la partita di ritorno di Supercoppa UEFA 1983 contro l'Amburgo, vinta 2-0.

## Palmarès

### Club

#### Competizioni nazionali
- Campionato scozzese: 3

Aberdeen: 1979-1980, 1983-1984, 1984-1985
- Coppa di Scozia: 4

Aberdeen: 1981-1982, 1982-1983, 1983-1984, 1985-1986
- Coppa di Lega scozzese: 2

Aberdeen: 1976-1977, 1985-1986

#### Competizioni internazionali
- Coppa delle Coppe: 1

Aberdeen: 1982-1983
- Supercoppa UEFA: 1

Aberdeen: 1983